# 超おどる メイド イン ワリオ
『超おどる メイド イン ワリオ』（ちょうおどる メイド イン ワリオ）は、2023年11月3日に任天堂から発売されたNintendo  Switch用ゲームソフト。2023年6月21日、『Nintendo Direct 2023.6.21』で本作の発売が発表された。

## システム
前作の『おすそわける メイド イン ワリオ』とは異なり、本作は両手でJoy-Conを握り、全身を使った操作で200種類以上の新作プチゲームを遊んでいく形となっている。全身を使った操作は、Wiiで発売された『おどる メイド イン ワリオ』以来となる。
2セットのJoy-Conがあれば2人で協力プレイや最大4人での対戦もできる。またJoy-Con1本を片手に持ってプレイする「パーティモード」もある。操作にはJoy-Conが必須となるため、携帯モードおよびNintendo Switch Lite単体でのプレイは不可。また、「ミギテウツシ」のカマエでモーションIRカメラが必要となる関係上、Nintendo Switch 2のJoy-Con 2の使用ができない。
本作では『おどる メイド イン ワリオ』以来、プチゲームごとのハイスコア記録や合格点の存在がない。

## ストーリー
本作のメインとなるゲームモード。従来シリーズ同様、出題されるプチゲームをクリアしていく。全てのゲームが2人プレイ対応となっている(一部ゲームは2人プレイ専用)。
本作では2人プレイ時において、全てのメインストーリーステージとごちゃまぜ、げきむずにおいて、1人のみプレイできるプチゲームで1人が失敗した場合、「レスキューチャレンジ」が発動する。レスキューチャレンジ中はもう1人のプレイヤーに全く同じプチゲームに挑戦し(スコアはカウントされない)、成功した場合はライフを失わずに済む(両方失敗した場合は通常通りライフが減る)。このシステムと後述する復活の儀式により、楽にストーリーを進められる構成となっている。

### あらすじ
ニンニクが大好きなワリオは、「にんにくバーガーを食べて旅行券を当てよう！」のキャンペーンを知らずにバーガーを大量注文し、旅行券を引き当て、ワリオカンパニーのみんなで社員旅行へ。
その旅行先は、全身を使うミニゲームたちが200種類以上ある南国リゾート「バリオモロ島」だった。

### 前半ステージ
カマエ石との であい
担当はワリオ。出題するカマエはシュッポッポ。残機はニンニク。
人魚に会いたーい！
担当はモナ。出題するカマエはノビアガリ、ナルホド。残機はガスボンベ。
壁画の謎をつきとめろ！
担当はDr.クライゴア＆マイク＆ペニー。出題するカマエはカタモミ、オオイバリ。残機はえんぴつ。
アヤシイ果実にご用心
担当はアシュリー＆レッド。出題するカマエはツナヒキ、テンビン。残機は薬。
記憶の彼方へ
担当はオービュロン。出題するカマエはコケコッコ、ゴウワン、リョウテノリ。残機はツルハシ。
ドキドキ急流すべり
リミックス1。ワリオを除く前半ステージに登場したカマエが出題される。バスにはワリオを除く前半ステージの担当とルールーが搭乗する。残機はタイヤ。

### 後半ステージ
名物パフェの冒険
担当はカット＆アナ。出題するカマエはキヲツケ、ニンジャ、ミギテウツシ。残機は刀。
対決！サムナル岬
担当はヤング・クリケット＆マスター・マンティス。出題するカマエはクロコダイル、シコフミ。残機は体力ゲージ。
デンジャラス★サーフィン
担当はジミーT.。出題するカマエはアーチャー、トキメキ、ソナエモノ。残機はサーフボード。
海の上をかっとばせ！
担当はドリブル＆スピッツ。出題するカマエは様々だが、ボタン操作（ボタンの印）が必須となる。残機はギア。
ひとりぼっちの暗闇クエスト
担当はナインボルト。出題するカマエは様々だが、出されるプチゲーム全てがニンテンドー関連と統一している。残機はハート。
わくわくナイトプール
リミックス2。後半ステージに登場したカマエが出題される他、ボタン操作（ボタンの印）、ニンテンドー関連のプチゲームが含まれる。バスには後半ステージの担当とエイティーンボルト、ファイブワット、サーティーンアンプが搭乗する。残機はタイヤ。

### 最終ステージ
思い出はマグマのように…
担当はボルケーノワリオ。ほとんどのカマエが出題される他、ワリオステージのプチゲームも出題される。残機は銅像。

### クリア後ステージ
マッスル★エクササイズ
担当はミスターハッスル。プレイするキャラは1Pがクライゴア、2Pがマイク。
このステージは「おどる」のダイエットマシンと同じように、プチゲームをクリアし、カロリーを上げていく。20ゲーム行い、10ゲーム目と20ゲーム目で通常のプチゲームを32拍分まで延ばしたロングゲームが入る(通常の長いプチゲーム(ボスステージ除く)は16拍となるためそれの2倍の長さ)。2人の場合は対戦になる。
ごちゃまぜ（カバ）
シリーズ恒例のチャレンジモード。ボスステージを除く全てから出題される（げきむず、スリリングも同様）。
『まわる』や『おすそわける』と同様に一段階早い状態で始まり、1ゲーム毎に徐々にスピードアップし、15ゲーム経過でレベルアップ+スピードリセットとなる。初回ボーダーは30点。
げきむず（トラ）
スピードが高速でスタートし、更に1ゲーム毎にスピードアップする（レベルは1固定）。初回ボーダーは20点。
スリリング（コブラ）
レベル3で固定の上ライフが1のみとなる（スピードは変化しない）。初回ボーダーは10点。
ウォッシューティング
1Pはモナ、2Pはファイブワットを操作する。操作カマエはテンビン。
迫りくる汚れた敵を水鉄砲で倒しながら進む。ボスを倒すとステージクリア。ただし、敵に触れればダメージを受け、ライフが無くなるとゲームオーバーになる。
両手を合わせば強力な水鉄砲を放つ事が出来、二人同時の場合は特大の水鉄砲を放つ。
Pyoro W
担当はピョロ&ミョロ。花を守るゲーム。

### 2人プレイ専用ステージ
いきぴったり（フラミンゴ）
このモードでは全ての2人で協力するプチゲームのみ出題される。14ゲームを1セットとして、各3・8ゲーム経過毎にスピードアップし、14ゲーム目にボスステージが出題される（クリアで1UPもされる）。1セットを終える毎にレベルアップする。
カラクリかわりばんこ
このモードの担当は1Pはカット、2Pはアナ。二人協力プレイ対応。
このモードでは1人が画面を広げるギミックを動かし、もう1人がプチゲームをプレイしていく。ギミックの種類はポンプのように上下に動かすものや、左右交互に振るものなどがあり、逆に動かさないと徐々に画面が狭まるのでプチゲームプレイ中は常に動かす必要がある（カマエ指示は画面より手前側に表示される）。12ゲームを1セットとし、3ゲーム毎にギミックが変更され、6ゲーム毎にギミック操作役とプチゲームプレイ役を交代となる。1セットを終えるとレベルアップする。
ふたりたいせん
このモードの担当は1Pがヤング・クリケット＆2Pがマスターマンティス。二人対戦対応。
このモードでは2人が同じプチゲームに挑戦していく。「ノーマル」と「はやいものがち」の2つのモードがあり、後者は先にクリアできなかった側は失敗した時と同様にライフが減ってしまう。ハンデは各プレイヤー毎に設定可能であり、最小1個から最大4個（はやいものがちでは8個）まで設定できる。
まねしてミラー
担当はレッド。上記の二人専用モードとは異なり独立したモードになる。
2PはJoy-Conを持たずにプレイし、1Pは2Pのマネをしながらプチゲームに挑む。

## パーティ
2人～4人で遊ぶ対戦モード。いずれも片方のJoy-conのみで遊ぶため、一部のプチゲームが登場しなくなっている。
ギャラクシーすごろく
すごろくゲーム。先ず全員で一斉に対決するミニゲームを行い、順位ごとにポイントを獲得したのち、1位のプレイヤーがサイコロを振って駒を進める。駒の効果はポイントの増減、指定のマス進む（戻る）、ゴールの位置が入れ替わるなどがある。誰かがゴールした時点で終了となり、それまでに最もポイントが多いプレイヤーの勝利（ゴールしたプレイヤーと勝者が同じになるとは限らない）。
こっそりメデューサ
Joy-conを振ることで、メデューサのいる場所まで進む。移動中は随所にプチゲーム（メデューサまでの距離によってレベルが異なる）が挟まれ、失敗すると蛇に絡みつかれてタイムロスになる。一番先にメデューサまで到達したプレイヤーの勝利。
移動中・プチゲーム中に関わらず、メデューサが振り向いた場合は動きを止めなくてはならない（プチゲーム中は時間が止まる）。動くとプレイヤーが石化して脱落（1度のみポージョンを使用して復活できる）。
いきのこりマッチ
プレイヤー全員で順番にプチゲームをプレイ（全員同時にプレイすることもある）していき、最後までライフが残っていたプレイヤーの勝利。二人協力プレイのプチゲームも登場する(失敗するとプレイした二人のライフ消耗する)。
ドクターにきけ!
『あつまれ!!メイド イン ワリオ』から復刻したモード。
プチゲーム開始前に「昨日食べたものを言いながら」「思いついた人の名前を叫びながら」などドクターから指示が入るため、その指示に従ってプチゲームを行う。プチゲーム終了後、他プレイヤーは指示通りプレイ出来ていると思った場合Joy-conを振って「いいね」を贈る（プチゲーム成功でもいいねが1つ贈られる）。規定回数行った後、一番多くいいねを貰えたプレイヤーの勝利。
どっちがプレイしてるでSHOW
4人専用ゲーム。2人ごとのチームに分かれ、先攻チームがプチゲームを行う。実際に操作しているのは1人だけ（事前にJoy-conが振動する）のため、もう1人はプレイしているふりをする。4回プチゲームを成功させた後、後攻チームはどちらが実際に操作していたかを2人で相談して当てる。その後役割交代をして同様に行い、操作しているプレイヤーを見抜けた数の多いチームの勝利。

## キャラクター

### 主要キャラクター
ワリオ
ワリオカンパニーの社長。本作ではワリオカンパニーの社員と共に南国リゾートへ旅行に出かける。そのため本作では服装がアロハシャツになっている。
バリオモロ島に一番乗りしたものの、カマエ石を酷評し、その祟り目に遭ったのかバリオモロ人に追われたり、宝を持ち去ろうとすると火山と一体化したりと酷い目に遭っている。最終ステージではバリオモロ島にいた皆がダンスをし、ボルケーノワリオは鎮まった後、分解され宝のところにあった穴にはまってしまい、バリオモロ人に神様と勘違いされ、拝まれてしまうのであった。
モナ
様々なバイトを転々とする高校生。ワリオに憧れている。
ストーリーモードでは人魚に会うためにスキューバーダイビングをする。
ルールー
自称「ラックス村」の勇者。クリケットに好意を寄せている。
ストーリーでは水遊びを楽しんでいた。モナが出会った人魚の正体であり、下半身を魚に飲み込まれそうになる羽目になった他、オインカーを勝手に改造するなどトラブルを引き起こす。
オービュロン
地球侵略を企む宇宙人。ブタ型UFOオインカーに乗っている。
ストーリーモードではピッグシップに怒られて暴走した挙げ句に転落して記憶喪失になってしまい、バリオモロン人から神様だと勘違いされる。その後、オインカーによって記憶を取り戻したものの、バナナで滑って再び記憶喪失になってしまう。
Dr.クライゴア＆マイク＆ペニー
100歳を超える天才科学者とアイドルを目指す中学生でその孫娘。マイクはクライゴアの助手ロボット。
ストーリーモードでは壁画の謎を突き止めるため過去へタイムスリップする。そこで出会った古代のバリオモロン人に壁画のモデルにされる。
アシュリー&レッド
ひねくれ魔女とその使い魔。
ストーリーモードではレッドが小さくなる実を食べてしまい、アシュリーが大きくなる実で元に戻そうとする。その後、レッドは元の大きさに戻れたもののアシュリーが食べさせすぎたせいで巨大化してしまう。
カット&アナ
忍者修行に励む双子の姉妹。
ストーリーモードではバリオモロ島名物のパフェを食べようとしたが、パンフレットをレオに奪われ、彼を追いかけようとするも、フラワニと遭遇する。フラワニを倒した後にパンフレットを取り戻す事に成功する。
ヤング・クリケット&マスター・マンティス
格闘家とその師匠。
ストーリーモードでは謎のボスとカンフー対決をする。また、ボスの正体がかつての修行仲間だったシカーダだとわかったものの、クリケット達は忘れた様子で眺めていた。
ジミーT.
ワリオの幼馴染で陽気でノリのいいダンサー。
ストーリーモードではサメに乗ってサーフィンする。
ドリブル&スピッツ
タクシードライバーのコンビ。
ストーリーモードでは水上レースに飛び入り参加する。その後、途中でコースアウトしてしまい、最後まで気づかないままレースを続けていた。
ナインボルト
ファイブワットの息子でゲーム好き。
ストーリーモードでは怪しげなゲーム店に閉じ込められたエイティーンボルト、ファイブワット、サーティーンアンプを救出しようとする。ストーリー中で3人の悲鳴を聞くがエピローグにてそれはゲームではしゃぐ声だったと判明し、ナインボルト本人もゲームをしようとする。
エイティーンボルト
ナインボルトの親友。ラップが得意。
ファイブワット
ナインボルトの母親。普段は優しいが怒ると怖い。また息子同様ゲーム好きで、本編ではスーパーマリオのBGMの鼻歌を歌っている。
サーティーンアンプ
高校生ラッパーで、エイティーンボルトのライバル。本作からワリオカンパニーの社員となっている。本作は常にエイティーンボルトと共に行動することが多い。

### ゲストキャラクター
ジョー
モナのバイト先の店長。声はキャラクターデザインの竹内高が演じているがノンクレジット。
バリオモロン人
バリオモロ島の昔の時代にいた原始人。同じ壁画を描いてばかりで飽きていたが、タイムスリップしてきたクライゴア達を壁画のモデルにしようとする。
パパオーブ
オービュロンの父。
ペロリ
オービュロンと仲良しだった宇宙人。
レオ
カット&アナのライバルの忍者少年。パンフレットを盗むも、フラワニに食べられかける。
フラワニ
バリオモロ島に自生する食虫植物。『ワリオランドアドバンス ヨーキのお宝』に登場したボス・フラワナと酷似しているが関連性は不明。
シカーダ
クリケットの修行仲間だが、本人からは忘れられていた。本人曰く「姉弟子」。
前作ではマンティスのイラストに描かれていた。また、『みんなのリズム天国』の「カンフーボール」で初登場したキャラクターでもある。
フユ&ハル
水着ギャル。ポニーテールがフユ、ツインテールがハル。『ゴージャス』におけるアイミ&ユメミ似たポジションのキャラクター。
ケン
レポーター。本作では水上レースの実況を担当。
カバしま
カバの男性。水上レースの優勝者。
ポラオ店長
ゲーム店の店長。見た目は怖いが根は優しい。
タコマリネさん
ナイトプールにいたタコの女性。
ボルケーノワリオ
本作のラストボス。バリオモロ島の宝に触れたことで呪いで火山と合体してしまったワリオ。

## カマエ
「カマエ石」（Joy-Con）を持つ際の起点となるポーズを指す。カマエ石とは、かつてバリオモロ島の神が人々に与えたとされている、持って踊ると災いが静まる石である。
プレイヤーは「ニギリ持ち」（親指をZL/ZRボタンに添え、Joy-Conを握り込む状態）から、指定されたカマエでプチゲームを攻略する。一部カマエ石から手を放す操作が必要となるため、本作のプレイはストラップが無いとやや困難になる。